# Nomada putnami
Nomada putnami är en biart som beskrevs av Cresson 1876. Nomada putnami ingår i släktet gökbin, och familjen långtungebin. Inga underarter finns listade i Catalogue of Life.